# Opole
Opole és una ciutat del sud de Polònia, a la vora del riu Oder. La seva població és de 129.553 habitants i és la capital del Voivodat d'Opole. És també la seu del Comtat d'Opole (powiat Opolskie). És la capital històrica de l'Alta Silèsia. La ciutat ha format part al llarg de la història de diversos estats com Alemanya, i en alemany és coneguda com a Oppeln. Actualment, molts alemanys d'Alta Silèsia i polonesos d'ascendència alemanya viuen a la regió d'Opole i en la mateixa ciutat.

## Història
Abans del segle v la regió que envolta Opole estava habitada per vàndals i potser burgundis. Tribus eslaves occidentals van ocupar la zona una vegada els germànics les van abandonar per envair l'Imperi Romà. La regió d'Opole va ser el bressol de la tribu dels Opolans, que es van integrar en l'Estat Polonès acabat de crear l'any 966.
Opole es va desenvolupar a partir del segle x com a capital regional dels eslaus opolanians. Els seus primers poblaments van ser a l'illa Wyspa Piaseka en el curs mitjà del riu Oder. A la fi de segle Silèsia va passar a formar part de Polònia i va ser governada per la dinastia dels Piast, les terres van ser conquerides pel Duc Bolesław I el 1012/1013. A partir dels segles xi i xii també va ser districte. Amb la resta de Silèsia, Opole va tornar a formar part del Sacre Imperi Romano-Germànic l'any 1163. Després de la mort del Duc Władysław II, l'Exiliat, Silèsia va ser dividida, l'any 1163, entre les dues branques dels Piasts: la branca Wrocławska de Baixa Silèsia i la branca Opolsko-Raciborska de l'Alta Silèsia. Opole va passar a ser capital d'aquest últim ducat l'any 1217 i un dels centres més importants de la Silèsia polonesa al costat de Legnica i Brzeg. El 1281 l'Alta Silèsia es va dividir al seu torn entre els hereus dels ducs i es crea el Ducat d'Opole.
Comerciants alemanys van establir una colònia a Opole i a partir del 1217 van començar a arribar els primers colons alemanys. Opole va obtenir els primers privilegis, per la llei alemanya de ciutats, el 1254, privilegis que es van ampliar amb la llei Neumarkt de 1327 i amb el Dret de Magdeburg de 1410. Igual que la major part de Silèsia, el 1327, el Ducat d'Opole va passar a dependre del Regne de Bohèmia, part del Sacre Imperi Romano-Germànic. El 1521 el Ducat de Racibórz (Ratibor) va ser heretat pel Ducat d'Opole, ja llavors conegut pel seu nom alemany Oppeln. A la mort del Rei Lluís II de Bohèmia a la Batalla de Mohács, Silèsia passa a Ferran I, que va cedir Oppeln al govern d'Àustria. Els Habsburg van prendre el control de la regió el 1532 un cop extinta la branca local dels ducs Piast. A partir del 1532 els Habsburg van cedir el ducat a diferents governs. Amb l'abdicació del rei Joan II Casimir de Polònia com a últim Duc d'Opole, el 1668, la regió va passar a ser controlada directament pels Habsburg.
El rei Frederic II de Prússia va conquerir la major part de la Silèsia austríaca, l'any 1740, durant les Guerres de Silèsia. El control prussià es va confirmar en la Pau de Breslau (1742). Entre 1816 i 1945 Opole va ser la capital de la Regierungsbezirk Oppeln inclosa a Prússia. La ciutat va formar part de l'Imperi Alemany durant la unificació d'Alemanya l'any 1871.

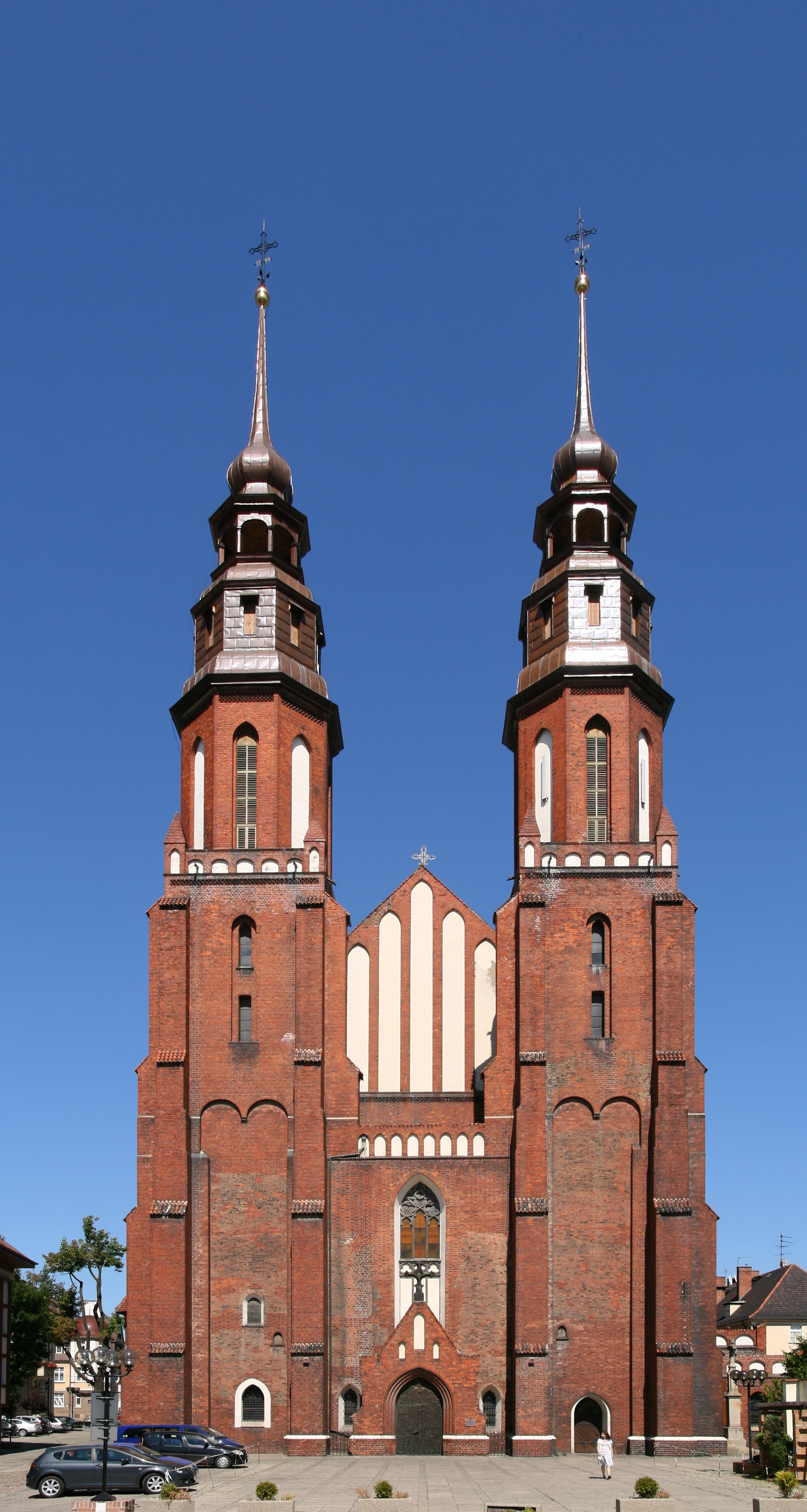
Catedral d'Opole.

Després de la derrota de l'Alemanya Imperial a la Primera Guerra Mundial, es va dur a terme un plebiscit el 20 de març de 1921 a Oppeln per determinar si la ciutat passava a formar part de la República de Weimar o de la Segona República de Polònia. 20.816 (94,7%) vots van ser favorables a Alemanya, 1098 (5,0%) a Polònia i 70 (0,3%) nuls. La participació va ser del 95,9%. La part oriental de l'Alta Silèsia, incloent la regió industrial de Katowice (Kattowitz), va passar a formar part de Polònia l'any 1922.
Oppeln va ser seu administrativa de la Província de l'Alta Silèsia entre el 1919 i el 1939. Amb la derrota de Polònia a principis de la Segona Guerra Mundial l'any 1939, la part oriental de l'Alta Silèsia es va reintegrar a la Província alemanya d'Alta Silèsia i Oppeln va perdre la seva condició de capital de província en benefici de Katowice (novament redenominada Kattowitz).
Després de la Segona Guerra Mundial l'any 1945, Oppeln va passar d'Alemanya a Polònia, seguint els acords de la Conferència de Potsdam i va recuperar el seu antic nom eslau d'Opole. Va formar part primer del Voivodat de Katowice (entre el 1946 i el 1950), passant després al Voivodat d'Opole. A diferència d'altres territoris orientals del Reich cedits a Polònia, a la regió d'Opole no es va expulsar a la població alemanya i avui aquesta zona és un centre de la minoria de llengua alemanya a Polònia.

## La minoria alemanya
Al costat de l'alemany, molts ciutadans d'Opole-Oppeln abans de 1945 utilitzaven un dialecte de gran influència alemanya-silesiana conegut com a Alt Silesià, Wasserpolnisch, o Wasserpolak. Per aquesta raó, l'administració polonesa, després de l'annexió de Silèsia l'any 1945, no va expulsar de manera generalitzada als germanoparlants a Opole, com va passar a la Baixa Silèsia, on la població parlava exclusivament alemany. Van ser considerats polonesos "autòctons" i els parlants del dialecte Wasserpolak van obtenir el dret de romandre a la seva terra natal. Molts germanoparlants es van beneficiar d'aquesta decisió, permetent romandre en el seu Oppeln, encara que alguns es consideraran de nacionalitat alemanya. La ciutat i els seus voltants compten actualment amb la major concentració d'alemanys i alt-silesians de Polònia.

## Enllaços externs

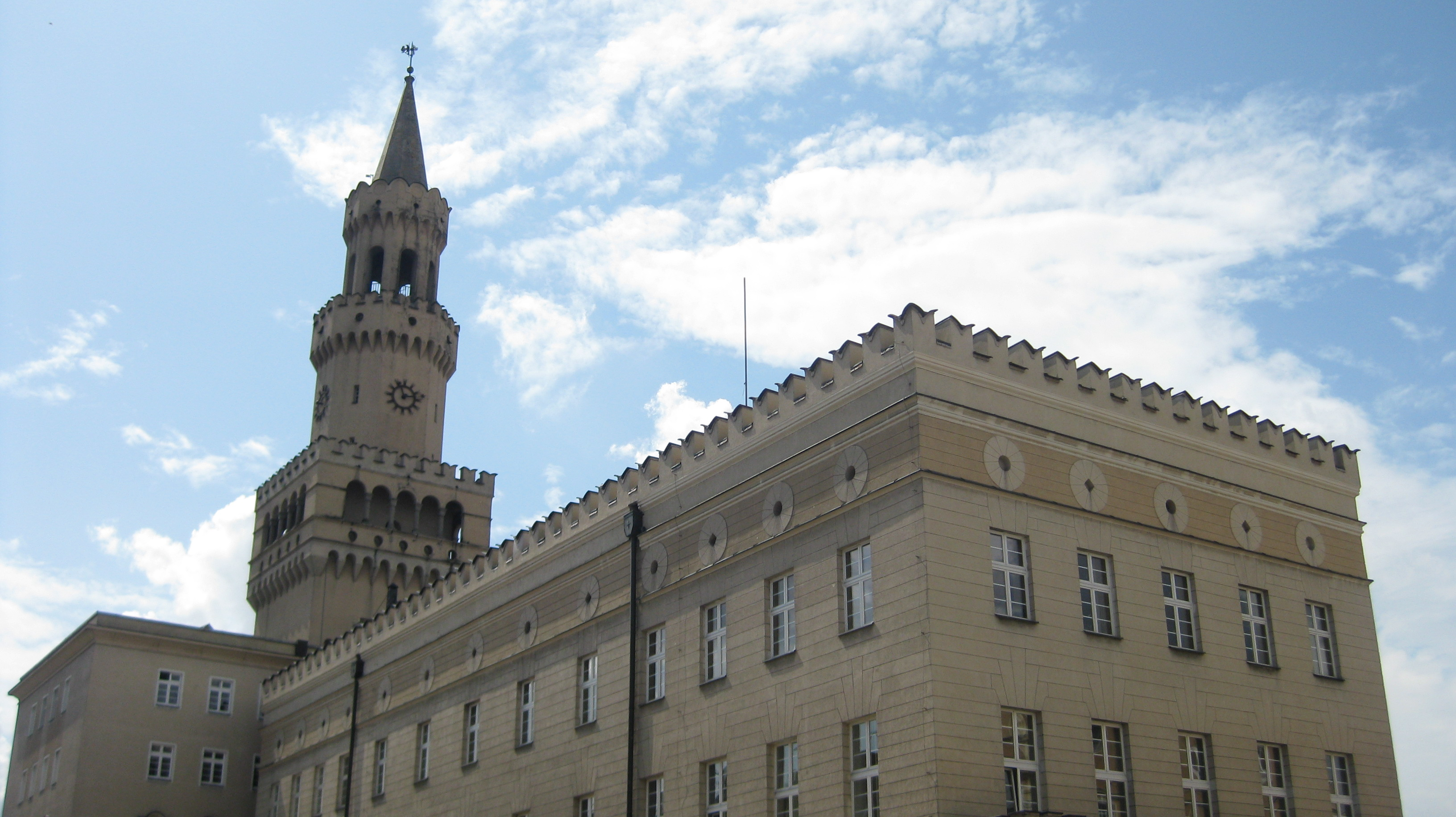
Ratusz (Ajuntament) en el Rynek (Plaça del mercat)
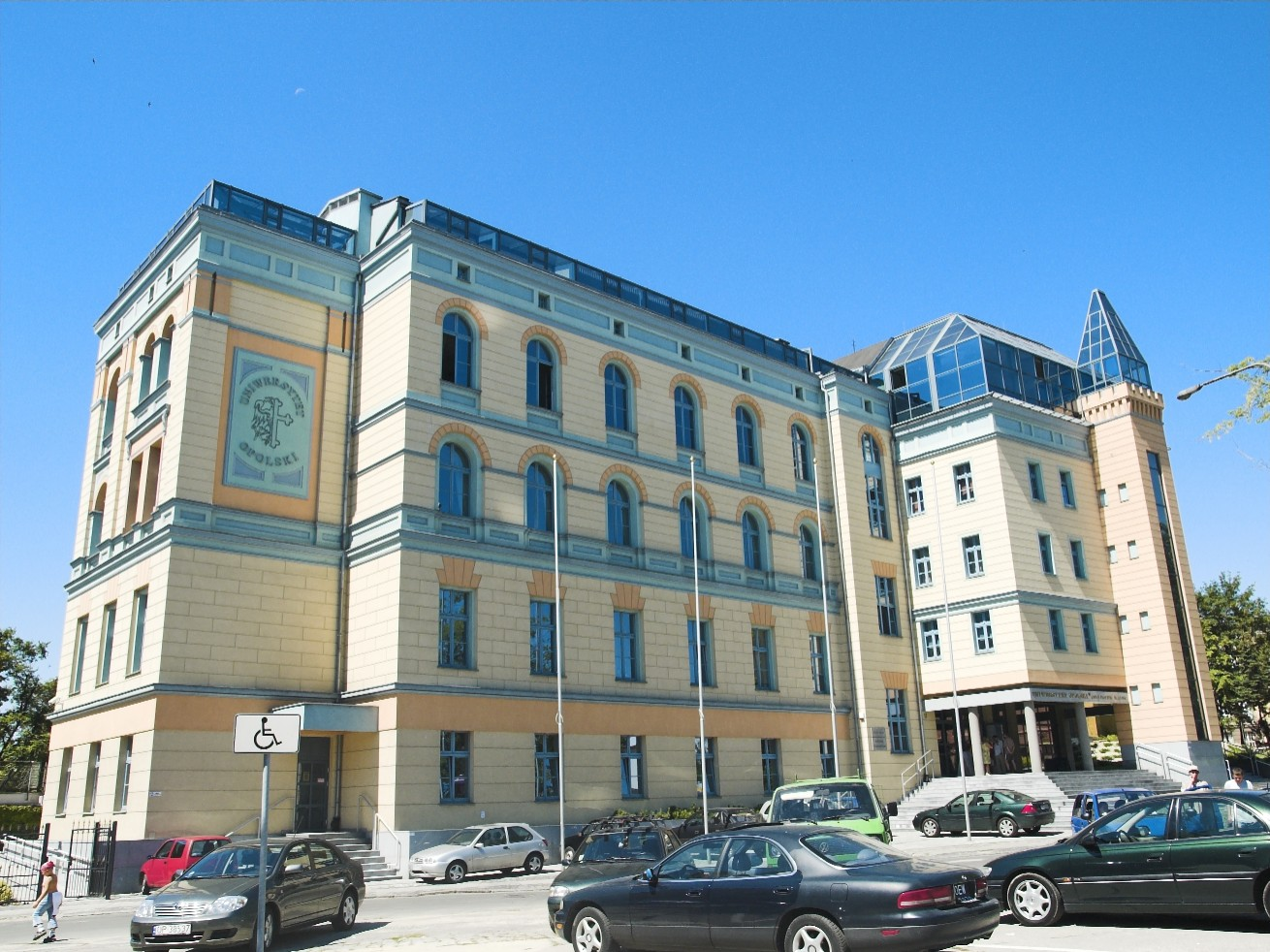
Universitat
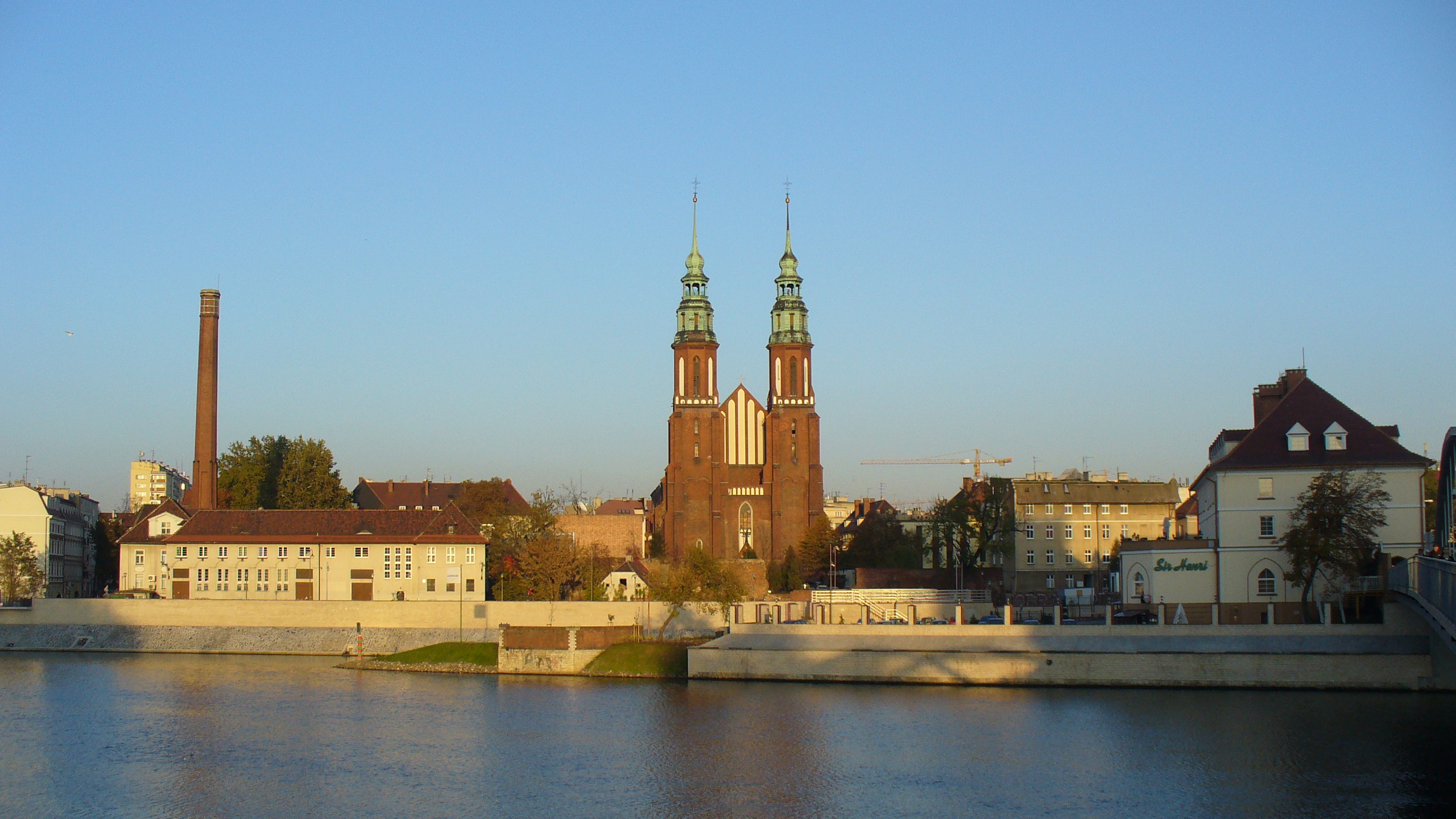
Vista del nucli antic
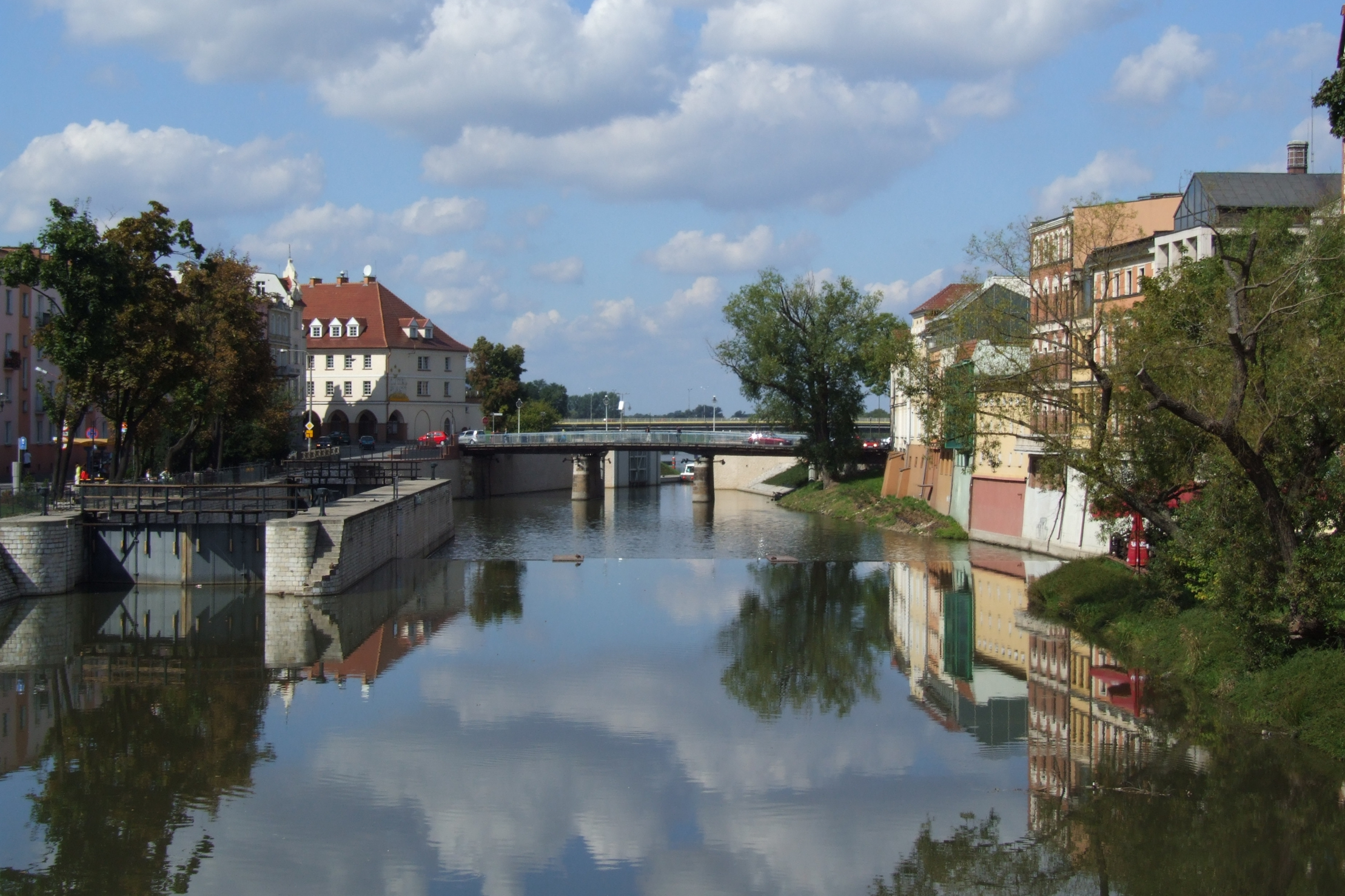
Un canal "Młynówka" (Mühlgraben) d'Opole
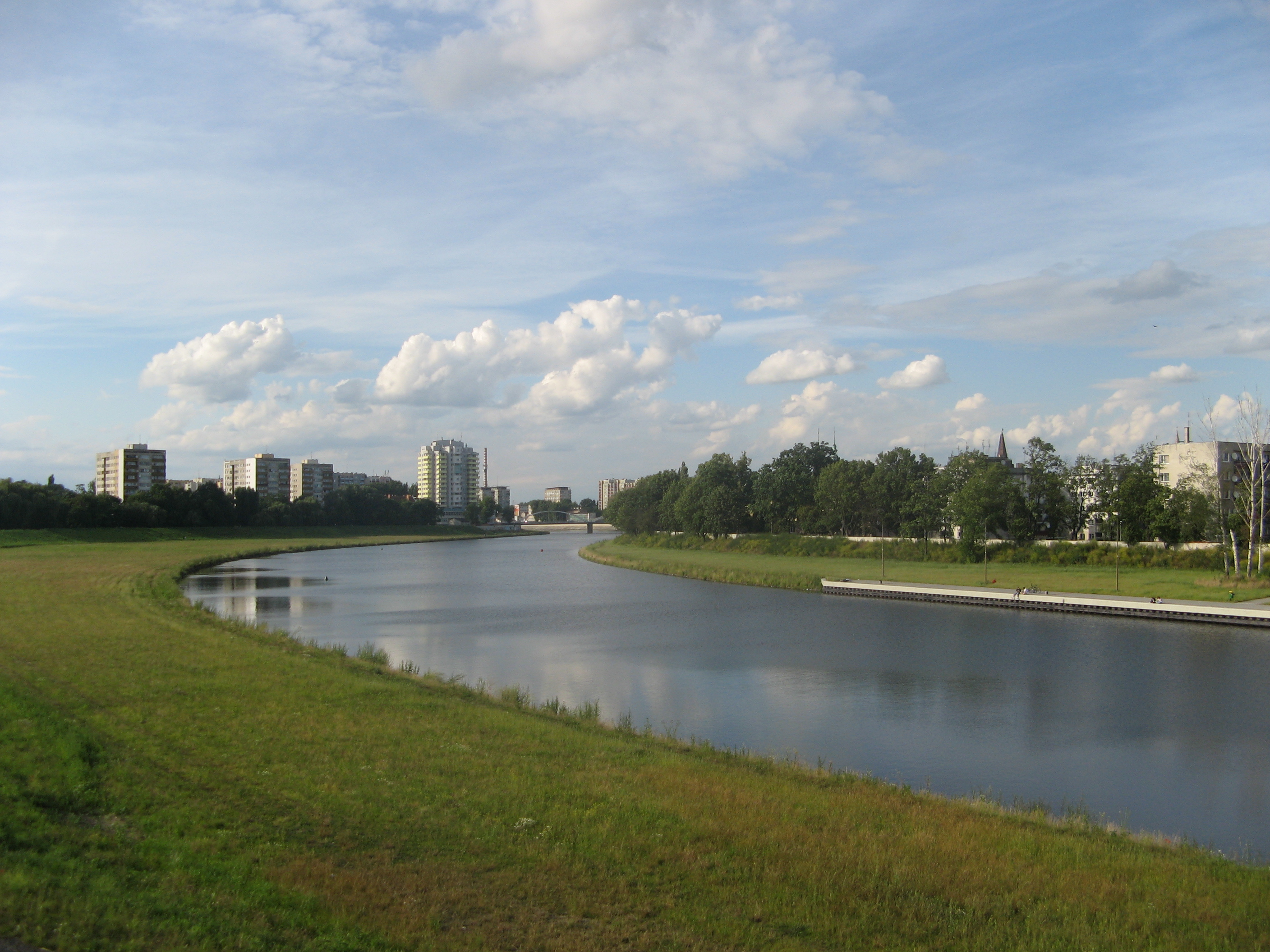
L'Oder en el seu pas per Opole